# Gen de manteniment cel·lular
En l'àmbit de la biologia molecular, els gens de manteniment cel·lular són típicament gens constitutius que són necessaris per al manteniment de la funció cel·lular bàsica i s'expressen a totes les cèl·lules d'un organisme en condicions normals i fisiopatològiques. Tot i que alguns gens de manteniment cel·lular s'expressen de manera relativament constant en la majoria de situacions no patològiques, l'expressió d'altres pot variar en funció de les condicions experimentals. Els gens de manteniments són essenccials pel bon funcionament del metabolisme cel·lular i normalment duen a terme funcions relacionades amb la replicació de l'ADN, la transcripció, la síntesi proteïca i el metabolisme.
Són rellevants perquè presenten un nivell d'expressió gènica estable que es pot utilitzar com a referència per mesurar l'expressió d'altres gens en diferents condicions experimentals, com ara en estudis de regulació gènica, desenvolupament o malalties. En aquest cas, és necessari que siguin gens que s'expressen uniformement amb una baixa variància tant en condicions de control com experimentals.